# Vapaliximab
Vapaliximab là một kháng thể đơn dòng chimeric  và là thuốc ức chế miễn dịch thực nghiệm.  Sự phát triển đã bị ngừng vào năm 2012.